# 납작금눈돔과
납작금눈돔과(Trachichthyidae)는 납작금눈돔목에 속하는 조기어류과의 하나이다. 대부분은 작고 특별히 오래 살며, 심해 어류이다. 학명은 "거칠다"(rough)는 의미의 그리스어 "트라키스"(trachys)와 "물고기"(fish)라는 의미의 "이크티스"(ichthys)의 합성어에서 유래했다. 대서양과 인도양 그리고 태평양의 온대 및 열대 수역에서 발견되며, 8속 약 50여 종으로 이루어져 있다. 부시돌치(Hoplostethus intermedius) 등을 포함하고 있다.

## 하위 속
납작금눈돔과는 다음과 같이 분류한다.
- 은줄금눈돔속 (Aulotrachichthys) - 은줄금눈돔
- 납작금눈돔속 (Gephyroberyx) - 납작금눈돔
- Hoplostethus
- Optivus
- Paratrachichthys
- Parinoberyx
- Sorosichthys
- Trachichthys